# Barney Pilling
Barney Pilling ist ein britischer Filmeditor, der für Film und Fernsehen tätig ist.
Pilling tritt seit 2001 als eigenständiger Editor in Erscheinung. Bis 2007 war er ausnahmslos an Fernsehproduktionen beteiligt, danach folgten vermehrt britische und US-amerikanische Kinofilme. Mehrfach arbeitete er seit 2014 mit Regisseur Wes Anderson zusammen.
Für seine Arbeit an Grand Budapest Hotel wurde er 2015 für den Oscar in der Kategorie Bester Schnitt nominiert. Ferner erhielt er eine Nominierung für den British Academy Film Award, 2015 gewann er den Eddie der American Cinema Editors. 2004 und 2007 war er jeweils für den BAFTA TV Award nominiert.

## Filmografie (Auswahl)
- 2003–2006: Spooks – Im Visier des MI5 (Spooks, Fernsehserie)
- 2006: Tsunami – Die Killerwelle (Tsunami: The Aftermath)
- 2008: Miss Pettigrews großer Tag (Miss Pettigrew Lives for a Day)
- 2009: An Education
- 2009: Ashes to Ashes – Zurück in die 80er (Fernsehserie, 2 Folgen)
- 2010: Alles, was wir geben mussten (Never Let Me Go)
- 2011: Zwei an einem Tag (One Day)
- 2012: Quartett (Quartet)
- 2014: Grand Budapest Hotel
- 2014: A Long Way Down
- 2015: Suffragette – Taten statt Worte (Suffragette)
- 2018: Auslöschung (Annihilation)
- 2018: Nurejew – The White Crow (The White Crow)
- 2020: Der einzig wahre Ivan (The One and Only Ivan)
- 2022: The House
- 2022: Mrs. Harris und ein Kleid von Dior (Mrs. Harris Goes to Paris)
- 2023: Asteroid City
- 2023: Ich sehe was, was du nicht siehst (The Wonderful Story of Henry Sugar, Kurzfilm)
- 2023: Der Schwan (The Swan, Kurzfilm)
- 2023: Der Rattenfänger (The Rat Catcher, Kurzfilm)
- 2023:  Gift (Poison, Kurzfilm)
- 2025: Der phönizische Meisterstreich (The Phoenician Scheme)